# Euromoeda
De maneira geral, uma euromoeda é aquela depositada em um país onde não é a moeda doméstica. Por isso, é possível se falar em eurolibras e euroienes, por exemplo. Mas dada a importância e o amplo uso do dólar, a euromoeda mais comum é o eurodólar.